# Rienzi Melville Johnston

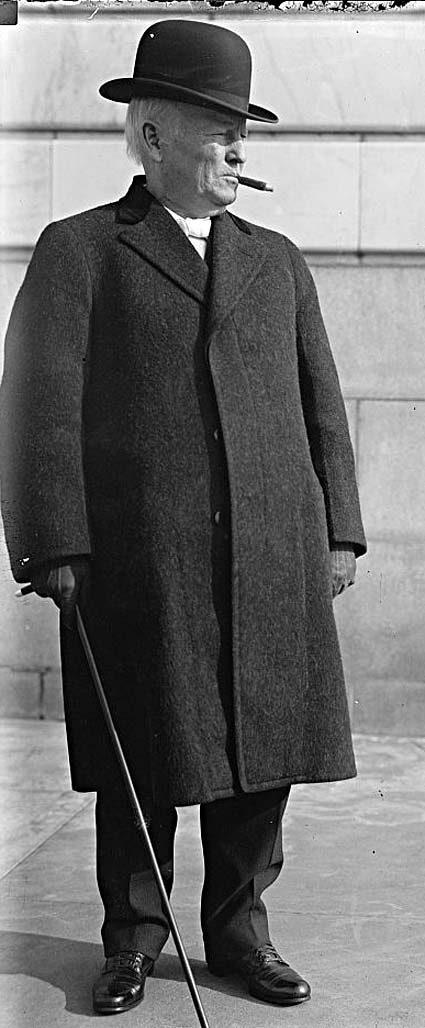
Rienzi Melville Johnston

Rienzi Melville Johnston, född 9 september 1849 i Sandersville, Georgia, död 28 februari 1926 i Houston, Texas, var en amerikansk publicist och demokratisk politiker. Han representerade delstaten Texas i USA:s senat från 4 januari till 29 januari 1913.
Johnston deltog i amerikanska inbördeskriget i Amerikas konfedererade staters armé. Han flyttade 1878 till Austin och var verksam som journalist. Han flyttade 1883 till Houston och blev två år senare ansvarig utgivare för tidningen Houston Post.
Senator Joseph W. Bailey avgick i januari 1913 och guvernör Oscar Branch Colquitt utnämnde Johnston till senaten. Han efterträddes några veckor senare av Morris Sheppard.
Johnston valdes 1916 till ledamot av delstatens senat. Han var verksam som publicist fram till 1919. Hans grav finns på Glenwood Cemetery i Houston.